# Sindaci di Carbonia
Di seguito l'elenco cronologico dei sindaci di Carbonia e delle altre figure apicali equivalenti che si sono succedute nel corso della storia.

## Regno d'Italia (1937-1946)
| Podestà nominati dal governo (1937-1943)                   | Podestà nominati dal governo (1937-1943) | Podestà nominati dal governo (1937-1943) | Podestà nominati dal governo (1937-1943) | Podestà nominati dal governo (1937-1943) | Podestà nominati dal governo (1937-1943) | Podestà nominati dal governo (1937-1943) | Podestà nominati dal governo (1937-1943) |
| Nominativo                                                 | Partito                                  | Partito                                  | Mandato                                  | Mandato                                  |                                          |                                          |                                          |
| Nominativo                                                 | Partito                                  | Partito                                  | Inizio                                   | Fine                                     |                                          |                                          |                                          |
| ---------------------------------------------------------- | ---------------------------------------- | ---------------------------------------- | ---------------------------------------- | ---------------------------------------- | ---------------------------------------- | ---------------------------------------- | ---------------------------------------- |
| Ovidio Pitzurra (Commissario prefettizio)                  | –                                        | –                                        | 11 dicembre 1937                         | 16 agosto 1938                           |                                          |                                          |                                          |
| Giuseppe Giua (Commissario prefettizio)                    | –                                        | –                                        | 17 agosto 1938                           | 14 dicembre 1938                         |                                          |                                          |                                          |
| Ovidio Pitzurra                                            |                                          | Partito Nazionale Fascista               | 15 dicembre 1938                         | 27 settembre 1939                        |                                          |                                          |                                          |
| Vitale Piga Serra                                          |                                          | Partito Nazionale Fascista               | 28 settembre 1939                        | 22 aprile 1942                           |                                          |                                          |                                          |
| Casimiro De Magistris                                      |                                          | Partito Nazionale Fascista               | 22 aprile 1942                           | 30 novembre 1942                         |                                          |                                          |                                          |
| Francesco Alfieri (Commissario prefettizio)                | –                                        | –                                        | 1º dicembre 1942                         | 30 luglio 1943                           |                                          |                                          |                                          |
| Sindaci del periodo costituzionale transitorio (1943-1946) |                                          |                                          |                                          |                                          |                                          |                                          |                                          |
| Nominativo                                                 | Partito                                  | Partito                                  | Mandato                                  | Mandato                                  |                                          |                                          |                                          |
| Nominativo                                                 | Partito                                  | Partito                                  | Inizio                                   | Fine                                     |                                          |                                          |                                          |
| Francesco Piga Onnis (Commissario prefettizio)             | –                                        | –                                        | 7 agosto 1943                            | 28 dicembre 1943                         |                                          |                                          |                                          |
| Guido Scano (Commissario prefettizio)                      | –                                        | –                                        | 26 gennaio 1944                          | 20 giugno 1944                           |                                          |                                          |                                          |
| Guido Scano                                                | ?                                        | ?                                        | 21 giugno 1944                           | 14 luglio 1944                           |                                          |                                          |                                          |
| Andrea Nicoletti                                           | ?                                        | ?                                        | 22 luglio 1944                           | 31 agosto 1944                           |                                          |                                          |                                          |
| Isidoro Magliocco (Commissario prefettizio)                | –                                        | –                                        | 26 settembre 1944                        | 14 dicembre 1944                         |                                          |                                          |                                          |
| Ottavio Cucca                                              | ?                                        | ?                                        | 28 dicembre 1944                         | 10 settembre 1945                        |                                          |                                          |                                          |
| Tullio Mascia (Assessore delegato)                         |                                          | Partito Comunista Italiano               | 15 settembre 1945                        | 6 novembre 1945                          |                                          |                                          |                                          |
| Pensiero Macciotta (Commissario prefettizio)               | –                                        | –                                        | 7 novembre 1945                          | 7 aprile 1946                            |                                          |                                          |                                          |

## Repubblica Italiana (dal 1946)
| Sindaci eletti dal Consiglio comunale (1946-1993)    | Sindaci eletti dal Consiglio comunale (1946-1993) | Sindaci eletti dal Consiglio comunale (1946-1993) | Sindaci eletti dal Consiglio comunale (1946-1993) | Sindaci eletti dal Consiglio comunale (1946-1993) | Sindaci eletti dal Consiglio comunale (1946-1993) | Sindaci eletti dal Consiglio comunale (1946-1993) | Sindaci eletti dal Consiglio comunale (1946-1993) | Sindaci eletti dal Consiglio comunale (1946-1993) | Sindaci eletti dal Consiglio comunale (1946-1993) |
| Nominativo                                           | Nominativo                                        | Partito                                           | Partito                                           | Partito                                           | Partito                                           | Mandato                                           | Mandato                                           | Elezione                                          |                                                   |
| Nominativo                                           | Nominativo                                        | Partito                                           | Partito                                           | Partito                                           | Partito                                           | Inizio                                            | Fine                                              | Elezione                                          |                                                   |
| ---------------------------------------------------- | ------------------------------------------------- | ------------------------------------------------- | ------------------------------------------------- | ------------------------------------------------- | ------------------------------------------------- | ------------------------------------------------- | ------------------------------------------------- | ------------------------------------------------- | ------------------------------------------------- |
|                                                      | Renato Mistroni                                   |                                                   | Partito Comunista Italiano                        | Partito Comunista Italiano                        | Partito Comunista Italiano                        | 7 aprile 1946                                     | 1º agosto 1948                                    | Elezione 1946                                     |                                                   |
|                                                      | Tullio Mascia (Assessore delegato)                |                                                   | Partito Comunista Italiano                        | Partito Comunista Italiano                        | Partito Comunista Italiano                        | 1º settembre 1948                                 | 11 ottobre 1948                                   | Elezione 1946                                     |                                                   |
|                                                      | Roberto Orani (Assessore anziano)                 |                                                   | Partito Comunista Italiano                        | Partito Comunista Italiano                        | Partito Comunista Italiano                        | 12 ottobre 1948                                   | 27 maggio 1949                                    | Elezione 1946                                     |                                                   |
|                                                      | ?                                                 | ?                                                 | ?                                                 | ?                                                 | ?                                                 | 1949                                              | 1952                                              | Elezione 1946                                     |                                                   |
|                                                      | ?                                                 | ?                                                 | ?                                                 | ?                                                 | ?                                                 | 1952                                              | 1953                                              | Elezione 1952                                     |                                                   |
|                                                      | Pietro Cocco                                      |                                                   | Partito Comunista Italiano                        | Partito Comunista Italiano                        | Partito Comunista Italiano                        | 1º aprile 1953                                    | 2 agosto 1954                                     | Elezione 1952                                     |                                                   |
|                                                      | Umberto Giganti (Assessore anziano)               |                                                   | Partito Comunista Italiano                        | Partito Comunista Italiano                        | Partito Comunista Italiano                        | 3 agosto 1954                                     | 26 maggio 1956                                    | Elezione 1952                                     |                                                   |
|                                                      | Pietro Cocco                                      |                                                   | Partito Comunista Italiano                        | Partito Comunista Italiano                        | Partito Comunista Italiano                        | 27 maggio 1956                                    | 1º gennaio 1959                                   | Elezione 1956                                     |                                                   |
|                                                      | Pietro Doneddu                                    |                                                   | Partito Comunista Italiano                        | Partito Comunista Italiano                        | Partito Comunista Italiano                        | 2 gennaio 1959                                    | 5 novembre 1960                                   | Elezione 1956                                     |                                                   |
| 6 novembre 1960                                      | Pietro Doneddu                                    | 17 luglio 1963                                    | Partito Comunista Italiano                        | Partito Comunista Italiano                        | Partito Comunista Italiano                        | Elezione 1960                                     |                                                   |                                                   |                                                   |
|                                                      | Antonio Saba                                      |                                                   | Partito Comunista Italiano                        | Partito Comunista Italiano                        | Partito Comunista Italiano                        | Elezione 1960                                     | 26 luglio 1963                                    | 21 novembre 1964                                  |                                                   |
|                                                      | Aldo Lai                                          |                                                   | Partito Socialista Italiano                       | Partito Socialista Italiano                       | Partito Socialista Italiano                       | 26 gennaio 1965                                   | 29 aprile 1967                                    | Elezione 1964                                     |                                                   |
|                                                      | Salvatore Pandolfini (Commissario prefettizio)    | –                                                 | –                                                 | –                                                 | –                                                 | 22 novembre 1967                                  | 18 novembre 1968                                  | –                                                 |                                                   |
|                                                      | Pietro Cocco                                      |                                                   | Partito Comunista Italiano                        | Partito Comunista Italiano                        | Partito Comunista Italiano                        | 7 gennaio 1969                                    | 18 novembre 1973                                  | Elezione 1968                                     |                                                   |
| 4 febbraio 1974                                      | Pietro Cocco                                      | 1978                                              | Partito Comunista Italiano                        | Partito Comunista Italiano                        | Partito Comunista Italiano                        | Elezione 1973                                     |                                                   |                                                   |                                                   |
| 1978                                                 | Pietro Cocco                                      | 1983                                              | Partito Comunista Italiano                        | Partito Comunista Italiano                        | Partito Comunista Italiano                        | Elezione 1978                                     |                                                   |                                                   |                                                   |
|                                                      | Bruno Ugo Piano                                   |                                                   | Partito Comunista Italiano                        | Partito Comunista Italiano                        | Partito Comunista Italiano                        | 14 marzo 1983                                     | 29 maggio 1988                                    | Elezione 1983                                     |                                                   |
| 29 maggio 1988                                       | Bruno Ugo Piano                                   | 27 agosto 1990                                    | Partito Comunista Italiano                        | Partito Comunista Italiano                        | Partito Comunista Italiano                        | Elezione 1988                                     |                                                   |                                                   |                                                   |
|                                                      | Antonangelo Casula                                |                                                   | Partito Comunista Italiano                        | Partito Comunista Italiano                        | Partito Comunista Italiano                        | Elezione 1988                                     | 27 agosto 1990                                    | 22 giugno 1993                                    |                                                   |
| Sindaci eletti direttamente dai cittadini (dal 1993) |                                                   |                                                   |                                                   |                                                   |                                                   |                                                   |                                                   |                                                   |                                                   |
| Nominativo                                           | Nominativo                                        | Partito                                           | Partito                                           | Coalizione                                        | Coalizione                                        | Mandato                                           | Mandato                                           | Elezione                                          |                                                   |
| Nominativo                                           | Nominativo                                        | Partito                                           | Partito                                           | Coalizione                                        | Coalizione                                        | Inizio                                            | Fine                                              | Elezione                                          |                                                   |
|                                                      | Antonangelo Casula                                |                                                   | Partito Democratico della Sinistra                |                                                   | PDS-PSI                                           | 22 giugno 1993                                    | 12 maggio 1997                                    | Elezione 1993                                     |                                                   |
|                                                      | Antonangelo Casula                                | Democratici di Sinistra                           |                                                   | PDS-PPI-L. civiche                                | 12 maggio 1997                                    | 15 marzo 2001                                     | Elezione 1997                                     |                                                   |                                                   |
|                                                      | Andreina Farris (Commissario prefettizio)         | –                                                 | –                                                 | –                                                 | –                                                 | 5 aprile 2001                                     | 13 maggio 2001                                    | –                                                 |                                                   |
|                                                      | Salvatore Cherchi                                 |                                                   | Democratici di Sinistra                           |                                                   | DS-PRC-PPI-SDI-PdCI-PSd'Az-L. civiche             | 28 maggio 2001                                    | 13 giugno 2006                                    | Elezione 2001                                     |                                                   |
|                                                      | Salvatore Cherchi                                 | DS-DL-PRC-IdV-PdCI-RnP-UDEUR                      | Democratici di Sinistra                           | 13 giugno 2006                                    | 16 luglio 2010                                    | Elezione 2006                                     |                                                   |                                                   |                                                   |
|                                                      | Maria Marongiu (Vicesindaca)                      | DS-DL-PRC-IdV-PdCI-RnP-UDEUR                      |                                                   | Partito Democratico                               | 16 luglio 2010                                    | Elezione 2006                                     | 16 maggio 2011                                    |                                                   |                                                   |
|                                                      | Giuseppe Casti                                    |                                                   | Partito Democratico                               |                                                   | PD-SEL-PRC-L. civiche                             | 21 maggio 2011                                    | 20 giugno 2016                                    | Elezione 2011                                     |                                                   |
|                                                      | Paola Massidda                                    |                                                   | Movimento 5 Stelle                                |                                                   | M5S                                               | 20 giugno 2016                                    | 13 ottobre 2021                                   | Elezione 2016                                     |                                                   |
|                                                      | Pietro Morittu                                    |                                                   | Partito Democratico                               |                                                   | PD-L. civiche                                     | 13 ottobre 2021                                   | in carica                                         | Elezione 2021                                     |                                                   |